# 柳乡
柳乡（藏語：སླེའུ་），是中华人民共和国西藏自治区日喀则市拉孜县下辖的一个乡镇级行政单位。

## 行政区划
柳乡下辖以下地区：
孜龙村、西嘎村、春门村、吾木宗村和柳村。